# Callitrichia turrita
Callitrichia turrita là một loài nhện trong họ Linyphiidae.
Loài này thuộc chi Callitrichia. Callitrichia turrita được Herman Theodor Holm miêu tả năm 1962.